# Symphonie no 3 de Rachmaninov
Pour les articles homonymes, voir Symphonie no 3.
La Symphonie no 3 en la mineur opus 44 est l'ultime symphonie de Sergueï Rachmaninov. Composée de 1935 à 1936, elle est créée le 6 novembre 1936 à Philadelphie sous la direction de Leopold Stokowski. La composition de la 3e Symphonie demanda à Rachmaninov tant de travail que, au bas du manuscrit, il y a d'inscrit « Fini ! Dieu soit loué ! ».

## Composition
Rachmaninov composa sa troisième Symphonie après avoir écrit sa Rhapsodie sur un thème de Paganini et ses Variations sur un thème de Corelli. Il arriva à sa Villa Senar nouvellement construite sur le lac des Quatre-Cantons en Suisse fin avril 1935 avec la perspective d'écrire une symphonie. Cependant, une cure de trois semaines à Baden-Baden en juillet, ainsi qu'un hiatus de deux semaines en août, mirent Rachmaninov en retard. Cinq jours avant de quitter Senar et la fin de ses vacances d'été, Rachmaninov écrit à Satina avec quelque insatisfaction : « J'ai fini les deux tiers sous forme propre mais le dernier tiers de l'œuvre à l'état d'ébauche. Si vous tenez compte que les deux premiers tiers ont pris soixante-dix jours de travail intense, pour le dernier tiers – trente-cinq jours – il n'y a pas assez de temps. Les voyages commencent et je dois me remettre à jouer du piano. Donc il semble que mon travail sera mis de côté jusqu'à l'année prochaine ».
Vers la fin de la saison de concerts 1935-36, des récitals en Suisse permirent à Rachmaninov de faire une brève visite à Senar. Le travail sur le dernier mouvement dut attendre que le compositeur arrive à Senar le 16 avril pour les vacances d'été. Le 30 juin, le compositeur rapporta à Satina : « Hier matin j'ai fini mon travail, dont vous êtes la première à être informée. C'est une symphonie. Sa première exécution est promise à Stokowski — probablement en novembre. De toutes mes pensées je remercie Dieu d'avoir pu le faire ! » Rachmaninov arriva en Amérique juste à temps pour les répétitions finales de la création de l'œuvre.

## Orchestration
La symphonie est orchestrée pour orchestre complet avec 3 flûtes (la 3e doublant le piccolo), 3 hautbois (le 3e doublant le cor anglais), 2 clarinettes en la et si♭, clarinette basse en la et si♭, 2 bassons, contrebasson, 4 cors, 2 trompettes en la et si♭, 1 trompette contralto (en) en fa, 3 trombones, tuba, timbales, cymbales, grosse caisse, caisse claire, triangle, tambourin, tam-tam, xylophone, 2 harpes (ou harpe et petit piano droit), célesta, et cordes.

## Structure
Si la symphonie ne contient que trois mouvements, le deuxième mouvement occupe la moitié de la pièce — une innovation structurelle avec des similitudes marquées avec la troisième Symphonie d'Antonín Dvořák. L'œuvre emploie la forme cyclique, avec l'usage subtil d'un leitmotiv, habituel dans l'œuvre de Rachmaninov, ainsi que des références au chant Dies iræ.
La symphonie est divisée en trois mouvements :
1. Lento - Allegro moderato en la mineur
2. Adagio non troppo - Allegro vivace en do dièse mineur
3. Allegro en la majeur

- Durée d'exécution : quarante-deux minutes.

## Reconnaissance de l'œuvre
Il fallut du temps à la 3e symphonie pour être appréciée par les chefs et les auditeurs. Rachmaninov en dit : « En faisant le compte des admirateurs de cette œuvre, j'ai réussi à relever trois doigts. Le premier pour sir Henri Wood, le deuxième pour le violoniste Busch, et le troisième - je m'excuse - pour moi ! Quand j'aurai épuisé tous les doigts des deux mains, j'arrêterai de compter. Simplement, quand cela arrivera-t-il ? »
À la suite de la réévaluation de l'œuvre de Rachmaninov dans les années 1970, la symphonie a été vue sous un jour plus favorable et a été fréquemment jouée et enregistrée.

## Enregistrements notables
- Sergueï Rachmaninov dirigeant l'Orchestre de Philadelphie, enregistré en 1939.

- Eugene Ormandy dirigeant l'Orchestre de Philadelphie, enregistré en 1967.

- Paul Kletzki dirigeant l'Orchestre de la Suisse romande, enregistré en 1968.

- André Previn dirigeant l'Orchestre symphonique de Londres, enregistré en 1968.

- Evgueni Svetlanov dirigeant l'Orchestre symphonique de la fédération de Russie, enregistré en 1968.

- Leopold Stokowski dirigeant le National Philharmonic Orchestra, enregistré en 1975.

- Vladimir Ashkenazy dirigeant l'Orchestre royal du Concertgebouw, enregistré en novembre 1980.

- Mariss Jansons dirigeant l'Orchestre philharmonique de Saint-Pétersbourg, enregistré en 1992.

- David Zinman dirigeant le Baltimore Symphony Orchestra, enregistré en mai 1994.

- Mikhaïl Pletnev dirigeant l'Orchestre national de Russie, enregistré en juin 1997.

- Vasily Petrenko dirigeant le Royal Liverpool Philharmonic Orchestra, enregistré en juillet 2010.

- John Wilson (en) dirigeant le Sinfonia of London, enregistré en octobre 2022.

## Discographie sélective
- Rachmaninov a enregistré sa 3e symphonie avec l'Orchestre de Philadelphie.
- L'Orchestre symphonique d'URSS dirigé par Evgueni Svetlanov VSM Melodiya en 1962, puis en1967